# Trimeresurus schultzei
Trimeresurus schultzei là một loài rắn trong họ Rắn lục. Loài này được Griffin mô tả khoa học đầu tiên năm 1909.

## Hình ảnh

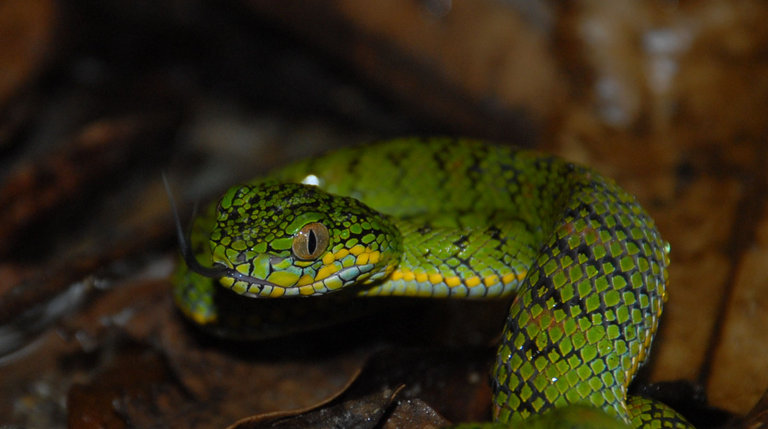
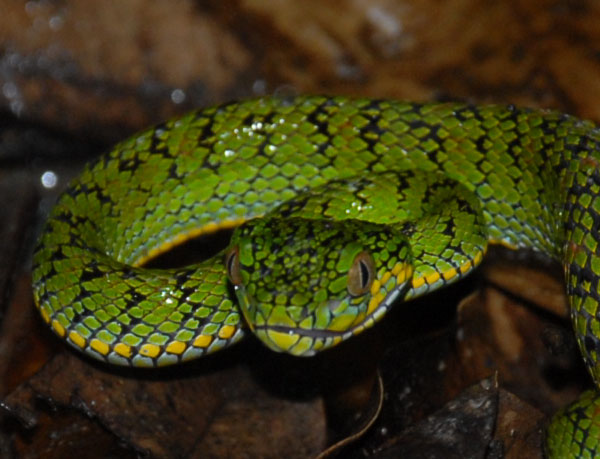